# Taillet
Taillet település Franciaországban, Pyrénées-Orientales megyében. Lakosainak száma 106 fő (2022. január 1.). Taillet Calmeilles, Oms, Reynès, Montbolo és Saint-Marsal községekkel határos.

## Népesség
A település népessége az elmúlt években az alábbi módon változott:
| Lakosok száma | 128  | 115  | 109  | 105  | 104  | 102  | 103  | 105  | 106  |
|               | 2013 | 2015 | 2016 | 2017 | 2018 | 2019 | 2020 | 2021 | 2022 |